# Eugène Claude
Eugène Claude, pseudonyme de Jean Claude, né le 9 juin 1841 à Toulouse et mort le 27 février 1923 à Asnières-sur-Seine, est un peintre français.

## Biographie
Eugène Claude obtient une médaille de 2e classe au Salon des artistes français de 1895 et une mention honorable à l'Exposition universelle de Paris de 1889 ainsi qu'à celle de 1900.
Il est inhumé au cimetière ancien d'Asnières-sur-Seine.

Œuvres d'Eugène Claude
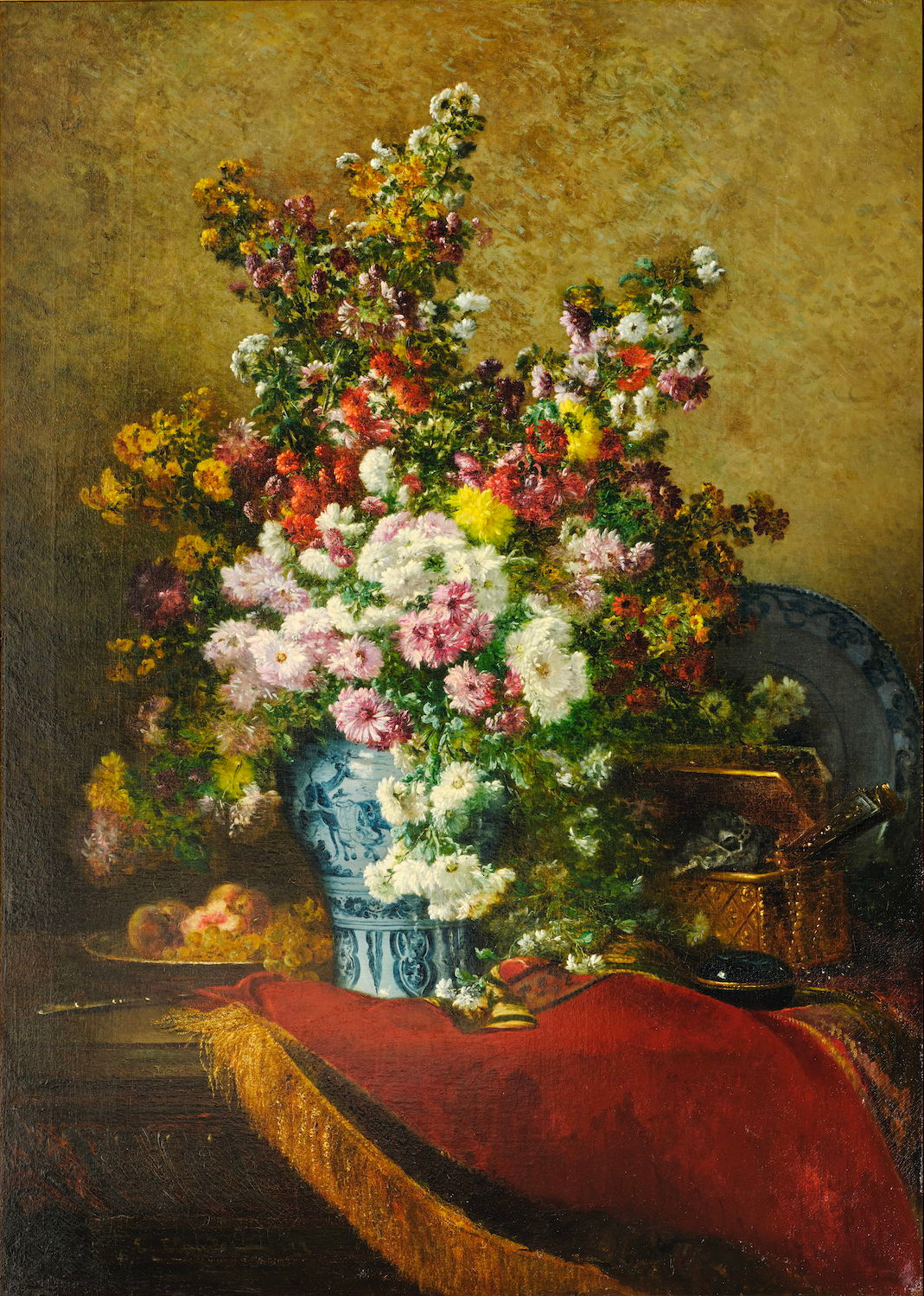
Un bouquet de chrysanthèmes (1877)
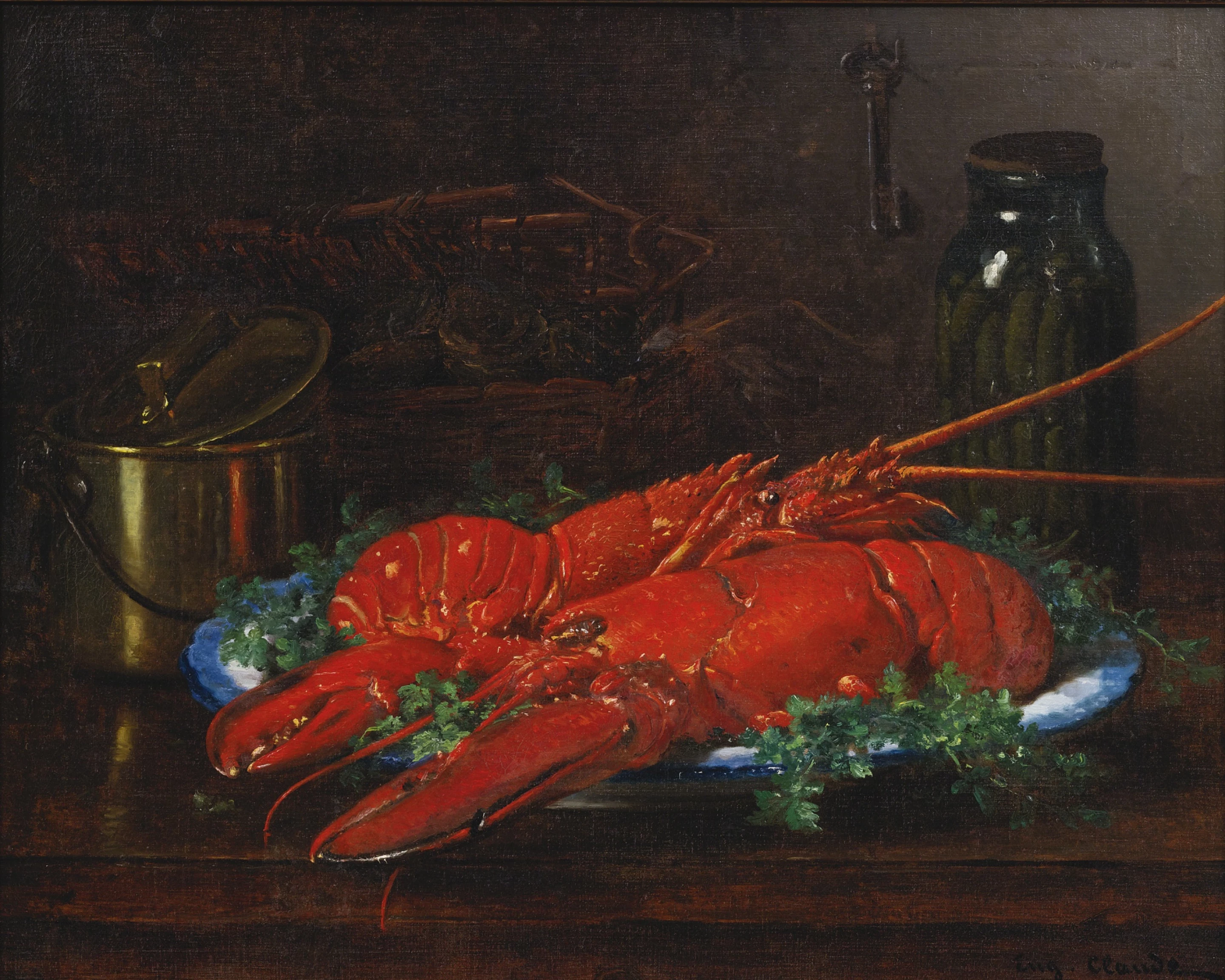
Nature morte au homard
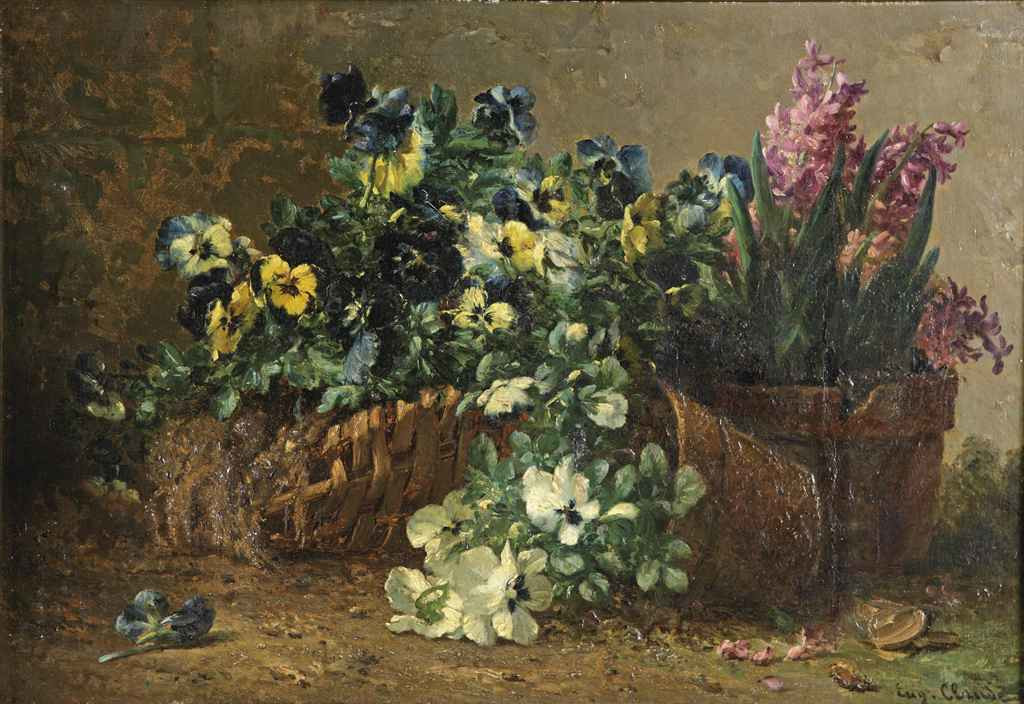
Violettes et jacinthes en pots